# Slag bij Damietta
De Slag bij Damietta was een zeeslag in september 1732 tussen de vloot van de Orde van Malta en het Ottomaanse Rijk.

## Achtergrond
In juli 1732 werd Jacques-François de Chambray door grootmeester Antonio Manoel de Vilhena benoemd tot luitenantgeneraal van de Orde van Malta. Hij kreeg van de grootmeester opdracht om naar het zuidoosten te zeilen en een Ottomaans konvooi te onderscheppen.

## Verloop
Nabij Damietta (Egypte) kwam De Chambray het konvooi tegen. Het werd beschermd door een Ottomaans linieschip, de Sultana. De twee Maltese gevechtschepen kwamen in actie om de Sultana uit te schakelen. Ondertussen hadden de twee tartanen ervoor gezorgd dat het konvooi niet kon ontsnappen. Pas in de ochtend van 19 september gaf de kapitein van de Sultana zich over. De Orde van Malta wist het konvooi te bemachtigen en leed slechts lichte verliezen.

## Nasleep
De Turkse slaven die ze hadden gevangen, zouden uiteindelijk op de slavenmarkt van Valletta worden verkocht. Voor de overwinning werd De Chabray geëerd met het grootkruis van de Orde van Malta.